# كريستين روث
كريستين روث (بالإنجليزية: Kristen Roth)‏ هي متزلجة فنية أمريكية، ولدت في 10 ديسمبر 1985.

## وصلات خارجية
- كريستين روث على موقع الاتحاد الدولي للتزلج (الإنجليزية)
- كريستين روث على موقع الاتحاد الدولي للتزلج (الإنجليزية)